# Округ Пискатаквис (Мејн)
Пискатаквис (енгл. Piscataquis County) је округ у америчкој савезној држави Мејн.

## Демографија
По попису из 2010. године број становника је 17.535, што је 300 (1,7%) становника више него 2000. године.
| Група             | 2000.          | 2010.          |
| Белци             | 16.801 (97,5%) | 16.893 (96,3%) |
| Афроамериканци    | 36 (0,2%)      | 53 (0,3%)      |
| Азијати           | 47 (0,3%)      | 129 (0,7%)     |
| Хиспаноамериканци | 89 (0,5%)      | 169 (1,0%)     |
| Укупно            | 17.235         | 17.535         |